# Huguette Clark

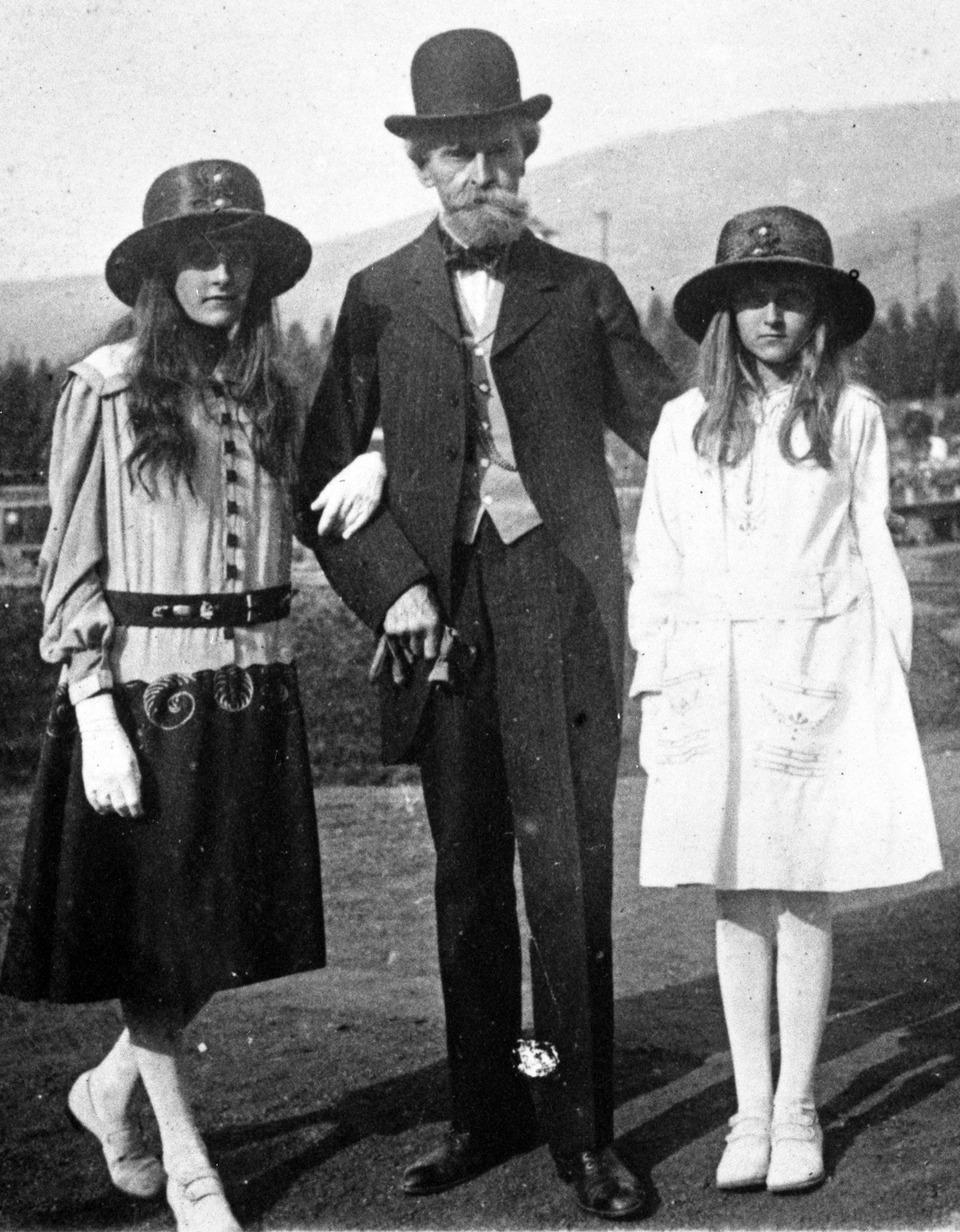
Huguette (derecha), con su padre y su hermana Andrée

Huguette Marcelle Clark (París, 9 de junio de 1906 – Nueva York, 24 de mayo de 2011) fue una millonaria y filántropa estadounidense, hija del magnate de la minería del cobre William A. Clark (1839-1925). Su larga e inusual vida de retiro voluntario (falleció con 104 años) ha sido objeto de reportajes periodísticos y de varios libros.

## Primeros años
Huguette Marcelle Clark nació el 9 de junio de 1906 en París, Francia. Fue la hija más joven del magnate William Andrews Clark, con su segunda esposa, Anna Eugenia La Chapelle (1878-1963). Su padre tenía 67 años y su madre tenía 28 años cuando Huguette nació. William Clark fue senador por Montana y tenía negocios de minería y ferrocarriles y fue conocido como uno de los Reyes del Cobre de Montana. 
Además de su hermana, Louise Amelia Andrée Clark (1902-1919), tuvo cinco hermanastros de su padre con su primera esposa, Catalina Louise Stauffer. Sus hermanos y hermanas de ese matrimonio fueron: 
1. Mary Joaquina Clark (1870-1939; se casó con Everett Mallory Culver, Charles Potter Kling, y Marius de Brabant)
2. Charles Walker Clark (1871-1933; se casó con Katharine Quin Roberts y Cecelia "Celia" Tobin)
3. Katherine Louise Clark (1875-1974; casada con el Dr. Lewis Morris Rutherford)
4. William Andrews Clark, Jr. (1877-1934; se casó con Mabel Foster y Alice McManus)
5. Francis Paul Clark (1880-1896)

Su hermana Andrée murió de meningitis antes de cumplir diecisiete años, cuando Huguette solo tenía trece años. Tras fallecer su hermana, su padre donó 135 acres a la asociación de niñas scouts, en agradecimiento por las temporadas en las que su hija Andrée había sido muy feliz. 

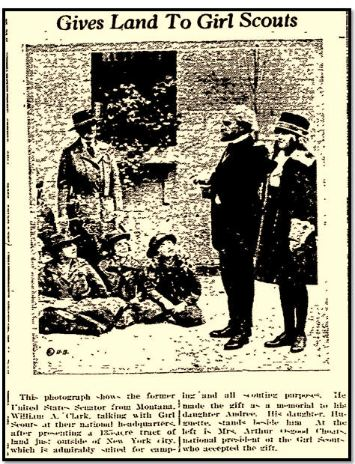
Huguette con su padre en la donación de una propiedad a las niñas scouts

Tras la muerte de su padre en 1925, Clark y su madre se mudaron de su mansión del número 962 de la Quinta Avenida en el “Upper East Side” de Manhattan, al duodécimo piso de un apartamento cercano situado en número el 907 de la Quinta Avenida. Más tarde Clark compró la octava planta completa del edificio.
En 1928 accedió a donar 50.000 dólares (el equivalente a 669.000 dólares de 2010) para excavar la marisma de agua salobre y crear un lago artificial de agua dulce frente a Bellosguardo (coordenadas: 34° 25′ 6.16″ N, 119° 39′ 38.39″ O), su residencia en la costa del Océano Pacífico de Santa Bárbara (California) en una parcela de 23 acres (93.000 m²). Estipuló que el refugio de aves llevase el nombre de su hermana fallecida, siendo conocido como el Andrée Clark Bird Refuge.
La hija de un ex-asistente dijo de Clark y de su madre que no eran “ni raras, ni extrañas" sino señoras "tranquilas, cariñosas, y generosas". Pero a través de los años, Clark desarrolló una gran desconfianza tanto hacia personas conocidas como desconocidas, incluso hacia su propia familia. Pensaba que todos estaban interesados en su dinero. Por eso, prefería conversar siempre que podía en francés, evitando que oídos indiscretos supieran de qué hablaba. Por muchos años vivió pasando totalmente desapercibida, evitando todo tipo de publicidad.
Clark fue música y artista, y en 1929 expuso siete de sus pinturas en la Galería de Arte Corcoran, ubicada en Washington D. C. Su última fotografía conocida publicada durante su vida, fue tomada el 11 de agosto de 1930. Otras fotos de Clark se publicaron en el libro Mansiones vacías. Después de la muerte de su madre en 1963, Clark se dejó ver en público muy raramente. Según los informaciones periodísticas, tenía un pequeño grupo de amistades. Su amiga y exempleada, Suzanne Pierre, murió de la enfermedad de alzheimer en febrero de 2011.

## Matrimonio
Clark se casó el 18 de agosto de 1928 en Santa Bárbara (California) con el estudiante de derecho William MacDonald Gower, un graduado de la Universidad de Princeton que era hijo de William Bleakly Gower, un socio de negocio de W. A. Clark. Clark era católica y Gower era presbitereano. Se separaron en 1929, alegando que fue un matrimonio no consumado. En aquellos días era difícil obtener el divorcio, pero en Nevada era más fácil. Se divorciaron en Reno (Nevada), el 12 de agosto de 1930.

## Años posteriores y controversias

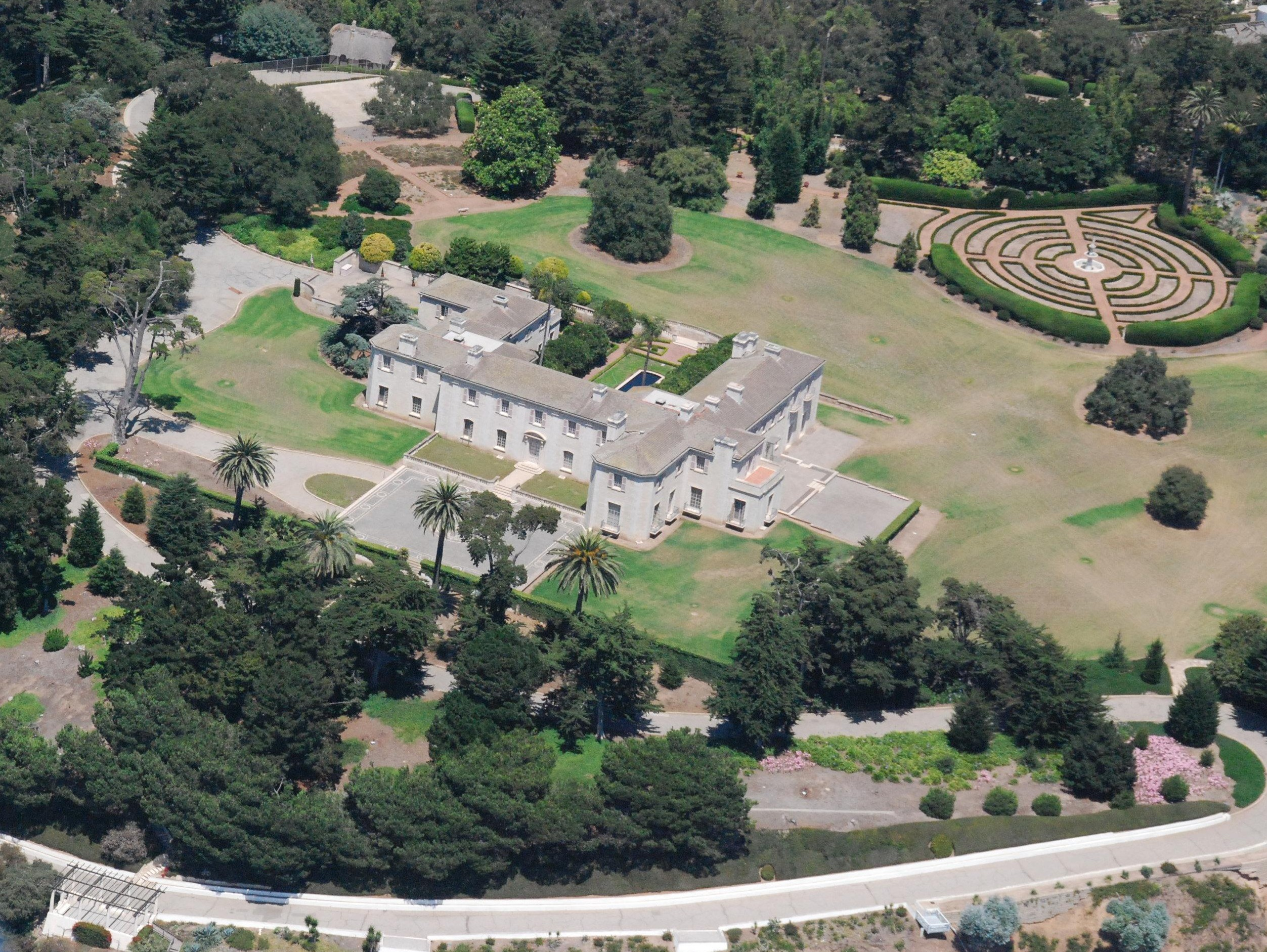
Bellosguardo en Santa Bárbara, California

En febrero de 2010, Huguette Clark fue el tema central de una serie de informes firmados por un reportero de la cadena de noticias NBC News. El reportero e investigador Bill Dedman encontró tres residencias gigantescas de Clark. Los cuidadores de sus tres residencias no habían visto en décadas a la dueña, la señora Clark. Las fincas palaciegas en Santa Bárbara (California) y en New Canaan (Connecticut), habían permanecido vacías durante dos décadas, a pesar de que las casas y sus extensos jardines habían sido cuidados meticulosamente por el personal.
Bill Dedman y Paul Clark Newell Junior escribieron un libro sobre Huguette Clark y su familia titulado "Empty Mansions: The Mysterious Life of Huguette Clark and the Spending of a Great American Fortune"(Mansiones Vacías: La vida misteriosa de Huguette Clark), publicado en septiembre de 2013. En 2010 determinaron que Clark estaba bajo el cuido de un hospital en Nueva York, y que algunos de sus objetos personales habían sido vendidos. Las posesiones vendidas incluían un violín llamado La Pucelle (o La Virgen), fabricado en 1709 por Antonio Stradivari, y una pintura de 1882 obra de Pierre-Auguste Renoir, titulada En las Rosas.
En el libro Mansiones Vacías, se habla del personal que comentó que la señora Clark se veía frágil -pero no enferma- cuando salió de su apartamento en ambulancia en 1988. Los autores del libro cuentan que Clark salió de su casa y se registró en un hospital llamado Doctor's Hospital, para el tratamiento de tumores cancerosos en su cara, tumores que no le permitían comer fácilmente. El médico escribió en sus notas que su paciente parecía un fantasma, estaba muy pálida, apenas pesaba 35 kilos, tenía los ojos muy azules y asustadizos, y el pelo completamente blanco. De hecho, otro libro escrito sobre su vida se titula The Phantom of Fifth Avenue: The Mysterious Life and Scandalous Death of Heiress Huguette - que se traduce como El fantasma de la Quinta Avenida: la vida misteriosa y muerte escandalosa de la heredera Huguette. 
En 1991, a la edad de 84 años, Clark se mudó de su apartamento de 42 habitaciones en la Quinta Avenida, para vivir el resto de su existencia (20 años) en hospitales. Inicialmente, para estar más cómoda, se alojó en El Hospital Monte Sinaí en la ciudad de Nueva York, y más tarde fue trasladada al Centro Médico Beth Israel. Sin necesidad de vivir en un hospital, lo quiso así para mantenerse recluida, apegándose mucho a su enfermera privada, Hadassah Peri, a quien le daba muchos regalos y dinero.
En agosto de 2010, la oficina del Fiscal del Condado de Nueva York inició una investigación sobre cómo estaban siendo administrados los asuntos de Clark por su contable, Irving Kamsler, y por su abogado, Wallace Bock. Cynthia García, quien había trabajado como asistente legal en el negocio de Wallace Bock, dijo que Bock recibió muchos regalos lujosos de Clark. Clark le donó un millón y medio de dólares tras los atentados del 11 de septiembre de 2001, para que pudiera construir un refugio antiaéreo en un asentamiento israelí en Cisjordania, cerca de las casas de sus hijas. 
La familia lejana de Clark, al descubrir que estaba viva, quiso saber quién y cómo se estaba gestionando su dinero. Pero en septiembre de 2010, la jueza Laura Visitacion-Lewis rechazó una petición hecha por tres familiares lejanos de Clark, Ian Clark Devine (sobrino bisnieto), Carla Sala Friedman y Karine McCall (sobrinas bisnietas), que habían solicitado nombrar un tutor independiente que gestionara los asuntos de Clark. 
La última voluntad y testamento de Clark se abrió el 22 de junio de 2011 en el Tribunal Testamentario de Nueva York. Su patrimonio era de alrededor de 300 millones de dólares. El testamento, datado en 2005, le dejaba la herencia a su enfermera, a su ahijada, y el 75 % a la caridad. Con esta escritura, su enfermera de muchos años, Hadassah Peri, recibió cerca de 30 millones, su ahijada, Wanda Styka, recibió alrededor de 12 millones, y la nueva Fundación Bellosguardo, 8 millones. Otros empleados que habían administrado sus residencias recibieron sumas más pequeñas, y su abogado y su contable recibieron 500.000 dólares cada uno. 
Pero en octubre de 2011, después de la distribución de su herencia, un reportero del canal de noticias NBCNews informó de que había aparecido un segundo testamento, firmado por Clark tan solo seis semanas antes que el que ya se había abierto. Este primer testamento le dejaba la herencia de Clark a su familia lejana, pero la corte no había podido ver ese testamento antes de distribuir la herencia de Clark. 
Esta noticia le dio la oportunidad a la familia lejana a pedir que la corte revisara el caso de nuevo. Dos años después, el 24 de septiembre de 2013, la última voluntad y testamento de Clark fue finalizada con la mayoría de la familia lejana recibiendo 80 millones y la enfermera sin recibir nada. Como la enfermera ya había recibido dinero en octubre de 2011, tuvo que devolver 5 millones (de los 30 millones que ya había recibido), y finalmente, la mayor parte del resto de la herencia fue destinada a las Bellas artes, incluyendo la finca de Santa Bárbara que sería convertida en museo.
Los apartamentos de la planta 12, donde vivió hasta su hospitalización fueron posteriormente vendidos por más de 55 millones en 2012. Clark también era dueña de una finca de 52 hectáreas en New Canaan (Connecticut), conocida como Le Chateau Beau.

## Una pintura robada
NBCNews.com dio la noticia en marzo de 2012 de que poco después de que Clark se mudase al hospital, una valiosa obra al pastel, Danseuse Faisant des Pointes del pintor Edgar Degas, había sido sustraída de su apartamento en la Quinta Avenida. 

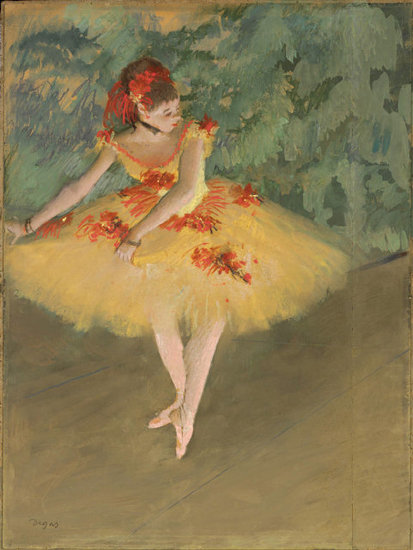
Danseuse Faisant des Pointes (Edgar Degas)

La pintura fue vendida a Peter Findlay Gallery y posteriormente, en 1993, adquirida por el cofundador de H&R Block y coleccionista de arte, Henry W. Bloch. La galería de Peter Findlay indicó que adquirió la pieza de un "caballero europeo, que parecía ser de buena familia, y que visitaba Nueva York de vez en cuando", y que afirmó haber heredado la obra. No fue hasta 2005 cuando el FBI le hizo saber a Bloch que estaba investigando el caso, y en 2007 le notificaron que la pintura había sido robada a Clark. En una escritura de octubre de 2008, Clark accedió a donar la pintura al pastel, valorado en 10 millones, al Museo Nelson-Atkins en Kansas City (Misuri), del que Bloch era un benefactor importante. 
Después de haber hecho el regalo, Clark realizó una solicitud para que la obra se prestase tres veces en 25 años a la Galería de Arte Corcoran, que se mostrase el donante como anónimo, y que Clark recibiera una fotografía en color de la obra. El museo mantuvo el asunto confidencialmente, pero en 2012 comunicaron por carta al reportero Bill Dedman que sí eran los dueños de la pintura.

## Una pintura donada

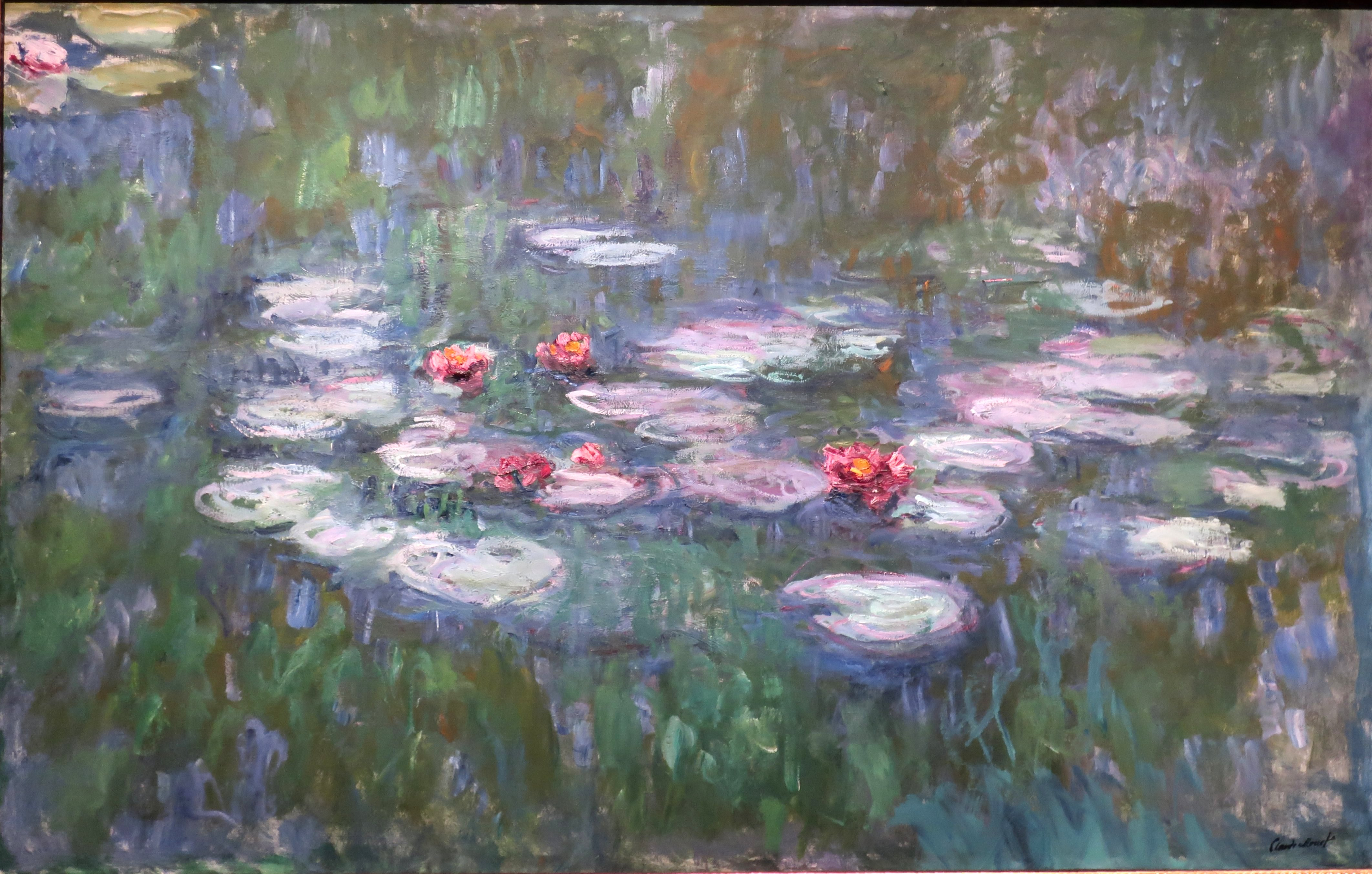
Los nenúfares, Monet

Una pintura de Claude Monet, que forma parte de su serie de 250 óleos conocidos como Nenúfares (Monet), fue donada al Museo de Arte Corcoran. Clark había comprado la pintura de 1907 a la Galerei Durand-Ruel en 1930. 
La pintura, que forma parte de una colección realizada por el artista francés, fue vendida en mayo de 2014 por más de 24 millones en la casa de subastas de Christie’s de Nueva York.

## Muerte
Clark murió en el Centro Médico Beth Israel, en la Ciudad de Nueva York, dos semanas antes de cumplir 105 años. Un mes antes de morir se había trasladado a la unidad de cuidados intensivos (UCI) del hospital, y más tarde a una habitación con cuidados paliativos. Había estado viviendo en el Centro Médico Beth Israel bajo seudónimos, el último fue Harriet Chase. La sala estaba custodiada y atendida por enfermeras privadas a tiempo parcial. La puerta de su habitación, en el tercer piso, tenía un letrero con un número de habitación falso "1B" y el nombre "Chase" grabado sobre el número real de la habitación. 
Una investigación criminal sobre la gestión de su dinero estaba en curso cuando Clark murió.
Fue sepultada en la mañana del 26 de mayo de 2011, en el mausoleo de su familia en la sección 85 del Cementerio de Woodlawn ubicado en el barrio del Bronx de Nueva York, antes de que las puertas del cementerio fuesen abiertas al público. La abogada de Clark dijo que tenía instrucciones específicas de Clark, pidiendo que no se llevara a cabo ningún servicio funerario, ni misa. En 2008, los representantes de Clark obtuvieron el permiso de los demás miembros de la familia Clark para adaptar el mausoleo, originalmente encargado por su padre. No fue hasta el comienzo de 2011 cuando el mausoleo fue modificado para dar cabida a su sepultura.

## Después de su muerte
En mayo de 2011 los tres apartamentos de Clark se vendieron por aproximadamente 55 millones de dólares.
Diecisiete artículos de su colección de joyas personales fueron subastados por la casa de subastas Christie's el 17 de abril de 2012. Los compradores pagaron un total de más de 20 millones por los artículos, incluyendo un diamante de color rosa de 9 quilates tallado por Dreicer & Company, comprado por más de 15.7 millones. Otro diamante de 19.86 quilates, confeccionado por Cartier, se vendió por 3.106.500 dólares.
El 18 de junio del 2014, Christie's subastó trescientos treinta y siete artículos de Clark. Entre ellos, muebles, pinturas, libros, relojes, esculturas, e instrumentos musicales, que fueron vendidos por 8.463.937 de dólares. Unos pocos artículos, incluido un violín valorado entre 7,5 y 10 millones, no se llegaron a vender ese día.
El Sr. Devine sostuvo que el hospital Beth Israel Medical Center en Manhattan, se aprovechó de la fortuna de Clark durante los 20 años que se hospedó allí sin necesidad. El hospital ganó ese caso en agosto de 2015 y la decisión fue apelada en septiembre del mismo año.